# 武田観柳斎
武田 観柳斎（たけだ かんりゅうさい、生年不詳 - 慶応3年6月22日〈1867年7月23日〉）は、新選組隊士・五番隊組長（文学師範）。本名は福田 廣（ふくだ ひろし）、諱は徳裕（のりひろ）。

## 来歴
生まれは松江藩の支藩である母里藩の医学生と言われる。一説には藤本鉄石と交流し、投獄されたが脱獄したとも言う。後に脱藩。江戸へ行き、甲州流軍学（北条流）師範福島伝之助の門人前橋藩士真田官吾と友人になる。福島方で同流を学んだとする説も存在している。甲斐武田氏に因んで「武田観柳斎」を称した。「新選組金談一件」でも西村兼文が伊東と並ぶ「武芸の達者」と発言している。新選組初期の軍事演習では軍師として活躍していた。
文久3年（1863年）後半に新選組に参加。一説には滋賀右馬允の斡旋があったと言う。甲州流軍学を修め軍学者と隊士との文武両方面で近藤勇に重用された。同年12月27日、切腹した野口健司の頼越人を馬越大太郎と務め、埋葬依頼に光縁寺を訪れる。(「往詣記」)
元治元年（1864年）には副長助勤に抜擢される。後に五番組組長や文学師範、軍事方といった地位に就き、甲州流軍学による調練を担当した。
しかし、隊内の立ち振舞いは弁が立ち近藤および土方歳三に対する媚びへつらう様子があからさまで、永倉新八らから目の敵にされていた。
元治元年6月5日(1864年7月8日)の池田屋事件で、古高俊太郎を捕縛したとされる「竹田勘兵衛」を武田のことだとする説がある。褒賞金20両を賜り、また明保野亭事件でも隊士を率い出動した。禁門の変では新選組が野営した御所の宜秋門外に位置する日野資宗邸へ現れ、長州藩士2名を「取り片付け」ている。
同年9月、藤堂平助の推薦があった尊皇攘夷論者の伊東大蔵（いとうおおくら、後の伊東甲子太郎）に入隊を促すため、近藤自ら江戸へと帰郷。これに武田は永倉新八、尾形俊太郎と共に帯同した。
慶応元年の4月13日から21日にかけて丹波国南桑田郡馬路村の人見・中川両苗郷士たちを出頭させ拘束の上、尋問を行った。以前両苗郷士たちが一橋慶喜と接触したことを重罪と難詰した。与えられた拷問は過酷なものであり、郷士たちは身体の各所が痛み、「紅涙（悲嘆の涙）」を流すほどだったという。
その後、幕府が最新のフランス式兵制を取り入れると武田の甲州流軍学は時代遅れとなり、隊内で武田の地位は揺らいだ。
慶応2年（1866年）頃より倒幕思想に傾倒し伊東甲子太郎との接触を図ったが近藤に拒絶されたこと、および伊東の側からも新選組からの御陵衛士分離の際に近藤との間でお互いの隊士の相互受け入れを禁止する約定を結んでいたことから武田の受け入れを拒絶されたことで近藤に除隊を願い出、同年9月末から10月初旬に認められ新選組を脱退した。
しかしその後京都で密かに倒幕活動を行っていたことが露見、慶応3年（1867年）6月22日、京都郊外の鴨川銭取橋（竹田街道）にて暗殺された。武田の暗殺には斎藤一が関与したと伝わるが、当時斎藤は御陵衛士に間者として参加していたため有り得ないとされる。

## エピソード
- 子母澤寛の「新選組物語」によれば上にはおべっかを用いてへつらい、下の者には意地悪くねちねちと絡みつくような性格であった。軍事調練の折り、草鞋が緩んでいたという理由で隊士に絡み、その有り様を見物していた町人はくやしさのあまり泣いたという。また、「隊内美男五人衆」に含まれるほどの美男であった16歳の馬越三郎にしつこく男色を迫ったことで困った馬越は土方歳三に窮状を訴えたとされる[3]。また馬越は武田暗殺後に武田の薩摩藩へのすりよりを密告したとの噂が立ったことで隊内での居心地が悪くなり、土方が郷里の阿波徳島へ帰した、ともされている[7]。